# Василівка (Волгоградська область)
Василівка (рос. Васильевка) — село у Октябрському районі Волгоградської області Російської Федерації.
Населення становить 411  осіб. Входить до складу муніципального утворення Васильєвське сільське поселення.

## Історія
Село розташоване у межах українського історичного та культурного регіону Жовтий Клин.
Згідно із законом від 15 грудня 2004 року № 968-ОД  органом місцевого самоврядування є Василівське сільське поселення.

## Населення
| 1873 | 1897 | 1915 | 2010 |
| ---- | ---- | ---- | ---- |
| 339  | ↗418 | ↗512 | ↘411 |